# Lutas nos Jogos Pan-Americanos de 2023 - Livre até 76 kg feminino
A categoria livre até 76 kg feminino das lutas nos Jogos Pan-Americanos de 2023 foi disputada em 3 de novembro de 2023 no Centro de Treinamento Olímpico, em Ñuñoa. Um total de 10 lutadores, cada uma representando um Comitê Olímpico Nacional (CON), participaram do evento.

## Medalhistas
| Ouro   | CUB Milaimys Marín                  |
| Prata  | COL Tatiana Rentería                |
| Bronze | VEN María Acosta ECU Génesis Reasco |

## Resultados
A competição foi realizada em um único dia até a definição das medalhistas:

### Fase eliminatória
|  | Oitavas de final    | Oitavas de final    | Oitavas de final |  |  | Quartas de final       | Quartas de final       | Quartas de final     |   |                      | Semifinal            | Semifinal          | Semifinal |  |  | Final | Final | Final |
|  |                     |                     |                  |  |  |                        |                        |                      |   |                      |                      |                    |           |  |  |       |       |       |
|  |                     |                     |                  |  |  |                        |                        |                      |   |                      |                      |                    |           |  |  |       |       |       |
|  |                     |                     |                  |  |  | CAN Shauna Kuebeck     | CAN Shauna Kuebeck     | 0                    |   |                      |                      |                    |           |  |  |       |       |       |
|  | ARG Linda Machuca   | ARG Linda Machuca   | 0                |  |  | CUB Milaimys Marín     | CUB Milaimys Marín     | 10                   |   |                      |                      |                    |           |  |  |       |       |       |
|  | CUB Milaimys Marín  | CUB Milaimys Marín  | 10               |  |  |                        |                        |                      |   | CUB Milaimys Marín   | CUB Milaimys Marín   | 8F                 |           |  |  |       |       |       |
|  |                     |                     |                  |  |  |                        | VEN María Acosta       | VEN María Acosta     | 0 |                      |                      |                    |           |  |  |       |       |       |
|  |                     |                     |                  |  |  | VEN María Acosta       | VEN María Acosta       | 2F                   |   |                      |                      |                    |           |  |  |       |       |       |
|  |                     |                     |                  |  |  | URU Mahealani Ramírez  | URU Mahealani Ramírez  | 0                    |   |                      |                      |                    |           |  |  |       |       |       |
|  |                     |                     |                  |  |  |                        |                        |                      |   |                      | CUB Milaimys Marín   | CUB Milaimys Marín | 5         |  |  |       |       |       |
|  |                     |                     |                  |  |  |                        | COL Tatiana Rentería   | COL Tatiana Rentería | 4 |                      |                      |                    |           |  |  |       |       |       |
|  |                     |                     |                  |  |  | COL Tatiana Rentería   | COL Tatiana Rentería   | 10                   |   |                      |                      |                    |           |  |  |       |       |       |
|  |                     |                     |                  |  |  | MEX Atzimba Landaverde | MEX Atzimba Landaverde | 0                    |   |                      |                      |                    |           |  |  |       |       |       |
|  |                     |                     |                  |  |  |                        |                        |                      |   | COL Tatiana Rentería | COL Tatiana Rentería | 1                  |           |  |  |       |       |       |
|  | DOM Emelyn Bautista | DOM Emelyn Bautista | 0                |  |  |                        | ECU Génesis Reasco     | ECU Génesis Reasco   | 1 |                      |                      |                    |           |  |  |       |       |       |
|  | ECU Génesis Reasco  | ECU Génesis Reasco  | 10               |  |  | ECU Génesis Reasco     | ECU Génesis Reasco     | 9                    |   |                      |                      |                    |           |  |  |       |       |       |
|  |                     |                     |                  |  |  | USA Kylie Welker       | USA Kylie Welker       | 7                    |   |                      |                      |                    |           |  |  |       |       |       |
|  |                     |                     |                  |  |  |                        |                        |                      |   |                      |                      |                    |           |  |  |       |       |       |

### Repescagem
|  | Repescagem         | Repescagem         | Repescagem |  |  | Disputa pelo bronze | Disputa pelo bronze | Disputa pelo bronze |
|  |                    |                    |            |  |  |                     |                     |                     |
|  | ARG Linda Machuca  | ARG Linda Machuca  | 8          |  |  |                     |                     |                     |
|  | CAN Shauna Kuebeck | CAN Shauna Kuebeck | 2F         |  |  | CAN Shauna Kuebeck  | CAN Shauna Kuebeck  | 0                   |
|  |                    |                    |            |  |  | VEN María Acosta    | VEN María Acosta    | 3F                  |
|  |                    |                    |            |  |  |                     |                     |                     |
|  |                    |                    |            |  |  |                     |                     |                     |
|  |                    |                    |            |  |  |                     |                     |                     |
|  |                    |                    |            |  |  |                     |                     |                     |

|  | Repescagem | Repescagem | Repescagem |  |  | Disputa pelo bronze    | Disputa pelo bronze    | Disputa pelo bronze |
|  |            |            |            |  |  |                        |                        |                     |
|  |            |            |            |  |  |                        |                        |                     |
|  |            |            |            |  |  | MEX Atzimba Landaverde | MEX Atzimba Landaverde | 0                   |
|  |            |            |            |  |  | ECU Génesis Reasco     | ECU Génesis Reasco     | 8F                  |
|  |            |            |            |  |  |                        |                        |                     |
|  |            |            |            |  |  |                        |                        |                     |
|  |            |            |            |  |  |                        |                        |                     |
|  |            |            |            |  |  |                        |                        |                     |